# Instituto Nacional de Aeronáutica Civil

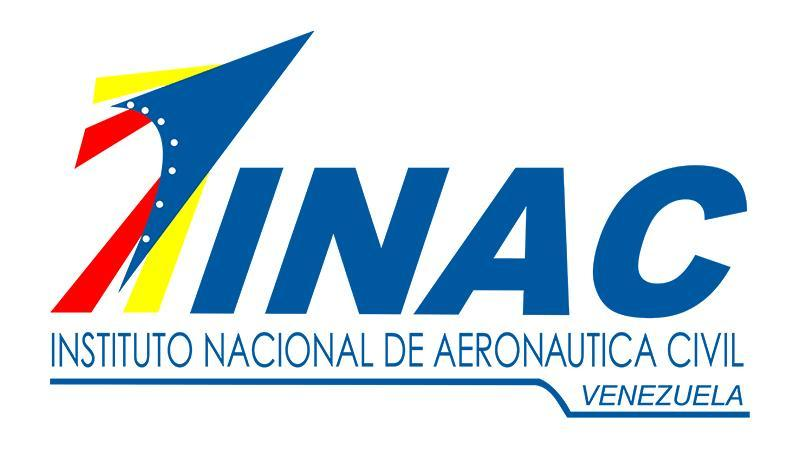
Logo de la Aeronáutica Civil.

El Instituto Nacional de Aeronáutica Civil (INAC) es un ente adscrito al Ministerio del Poder Popular para Transporte Acuático y Aéreo de la República Bolivariana de Venezuela y es un Ente de seguridad de Estado, de naturaleza técnica, dotado de personalidad jurídica y patrimonio propio, distinto e independiente de la Hacienda Pública Nacional, con autonomía técnica, financiera, organizativa y administrativa.
Tiene su sede en la Torre Británica en Caracas, estado Miranda, y oficinas en el Edificio Sede IAIM en el Aeropuerto Internacional de Maiquetía Simón Bolívar en Maiquetía,

## Historia
El 28 de septiembre de 2001 fue creado mediante el Decreto N° 1.446 con Fuerza y Rango de Ley, publicado en la Gaceta Oficial N° 38.226, el Instituto Nacional de Aviación Civil, el cual funcionó con esa denominación hasta el 12 de diciembre de 2005 cuando la misma cambió a la de Instituto Nacional de Aeronáutica Civil (INAC), de acuerdo a la Ley de Creación del Instituto Nacional de Aeronáutica Civil, publicada en la Gaceta Oficial N° 38.333. El Instituto Nacional de Aeronáutica Civil es la Autoridad Aeronáutica de la República Bolivariana de Venezuela y es un Ente de seguridad de Estado, de naturaleza técnica, dotado de personalidad jurídica y patrimonio propio, distinto e independiente de la Hacienda Pública Nacional, con autonomía técnica, financiera, organizativa y administrativa.
Compete al Instituto Nacional de Aeronáutica Civil regular, fiscalizar y supervisar las actividades de la aeronáutica civil, lo cual comprende velar por el cumplimiento de los derechos y deberes de los usuarios del servicio público de transporte aéreo, ejercer la vigilancia permanente de la seguridad operacional y protección de la aviación civil incluyendo los servicios a la navegación aérea, y desarrollar las políticas aerocomerciales del espacio aéreo. El 23 de abril de 2009 el Instituto Nacional de Aeronáutica Civil se adscribe a la Vicepresidencia de la República mediante el Decreto N° 6.670 del 22 de abril de 2009, publicado en la Gaceta Oficial N° 39.163. Esta relación cambia a partir del 7 de mayo de 2012, cuando por Decreto N° 8.956 del 2 de mayo de 2012, publicado en la Gaceta Oficial N° 39.916, el INAC es adscrito al Ministerio del Poder Popular para el Transporte Acuático y Aéreo. A partir del miércoles 6 de enero del año 2016 se publica en la Gaceta Oficial de la República Bolivariana de Venezuela la creación del Ministerio del Poder Popular para Transporte y Obras Públicas que asume las funciones del Ministerio del Poder Popular para Transporte Acuático y Aéreo.